# 상파울루풀밭쥐
상파울루풀밭쥐(Akodon sanctipaulensis)는 비단털쥐과에 속하는 남아메리카 설치류이다. 브라질에서 발견된다.